# Dystopia (Beneath the Massacre)
Dystopia è il secondo album in studio del gruppo musicale canadese Beneath the Massacre, pubblicato il 28 ottobre 2008 dalla Prosthetic Records.

## Il disco
La canzone Nevermore è una nuova registrazione della canzone omonima inclusa nell'EP Evidence of Inequity. Riguardo all'album, il cantante Elliot Desgagnés ha spiegato:

## Tracce
1. Condemned – 4:20
2. Reign of Terror – 3:33
3. Our Common Grave – 3:43
4. Harvest of Hate – 0:11
5. The Wasteland – 3:15
6. Bitter – 3:39
7. No Future – 2:46
8. Lithium Overdose – 0:53
9. Tharsis – 3:42
10. Nevermore – 3:43
11. Procreating the Infection – 2:44

## Formazione
- Elliot Desgagnés – voce
- Christopher Bradley – chitarra
- Dennis Bradley – basso
- Justin Rousselle – batteria